# San Juan Bautista (El Greco, Museo de Bellas Artes de Valencia)
San Juan Bautista  es el tema de dos pinturas autógrafas de El Greco, catalogadas por Harold Wethey con los números 250 y 251 en su catálogo de obras razonadas de este autor. El inventario-I realizado por Jorge Manuel Theotocópuli después de la muerte de su padre cita un Juan Bautista de medio cuerpo.

## Temática de la obra
El Greco representa a Juan el Bautista a una edad de unos treinta años vestido con pieles, sosteniendo con su brazo izquierdo una larga vara terminada en cruz, evocando el evangelio según San Lucas, (1:76,77): «Tú serás llamado Profeta del Altísimo, porque irás delante de Dios preparando sus caminos» . El cordero pintado a la derecha del cuadro representa el Agnus Dei, de quien Juan Bautista es el precursor.

## Análisis de la obra
Óleo sobre lienzo; 103 x 62 cm, firmado en la roca ovalada de la parte inferior izquierda, con letras cursivas griegas de color marrón.
La figura de este lienzo es idéntica a la del San Juan Bautista conservado en San Francisco, pero se introdujeron cambios en el paisaje, y es más seco y de menor riqueza cromática. Sin embargo, el cordero resulta bastante exitoso. No obstante, la mediocre realización general revela la amplia colaboración de un discípulo

## Procedencia
- Condesa de Ripalda, Valencia.

## Otras versiones
En el Museo de Bellas Artes de San Francisco se conserva otra versión del mismo cuadro de mejor factura y mayor tamaño, 111,1 x 66 cm: La principal diferencia radica en que el cordero descansa sobre una roca.

## Copias
Harold E. Wethey menciona tres copias de esta temática, pero son de dudosa calidad.